# Transhumanz

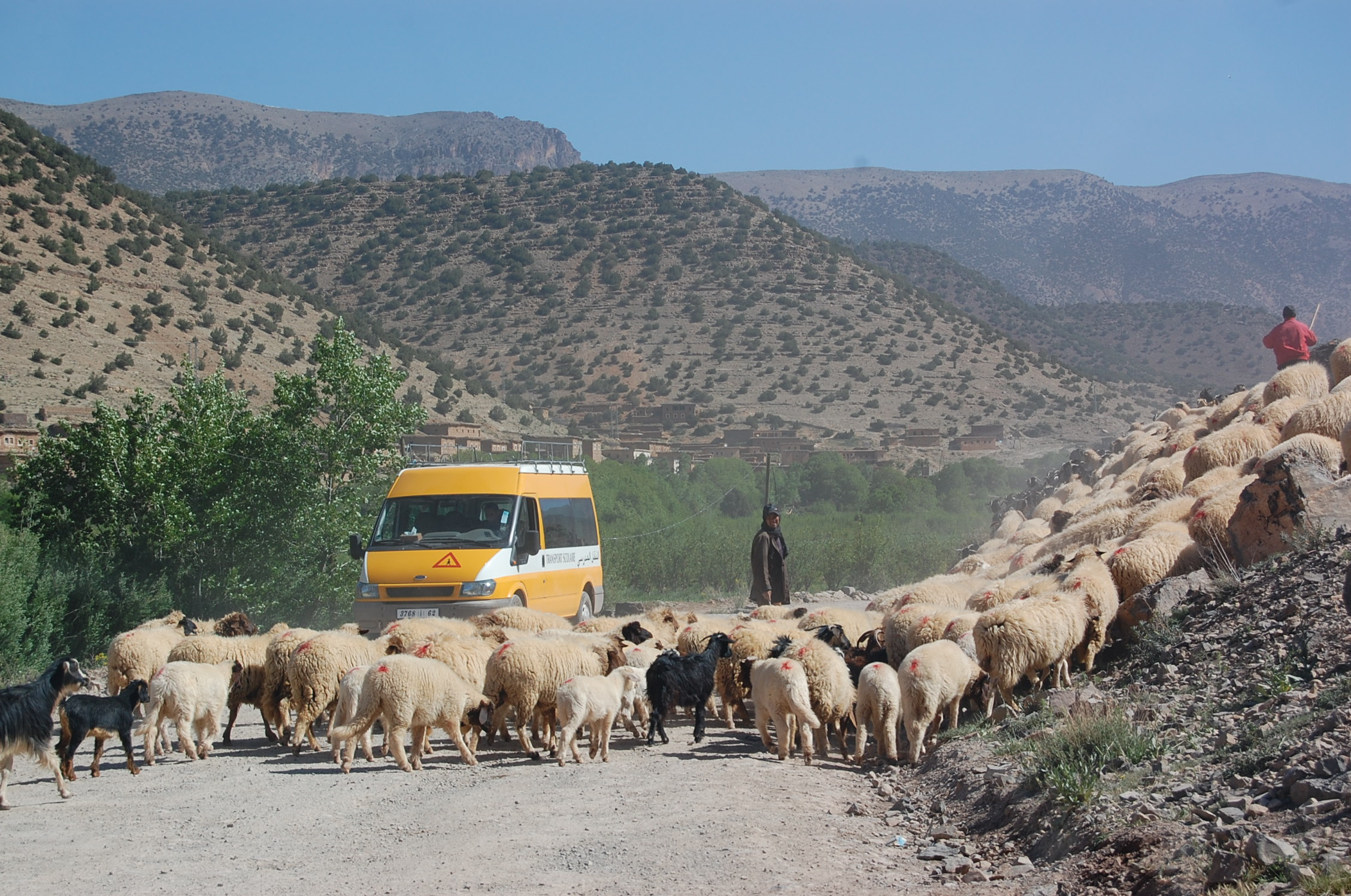
Schaftrieb im Rahmen der Wanderweidewirtschaft im Hohen Atlas Marokkos

Transhumanz oder Wanderweidewirtschaft ist (nach der deutschen und romanischen Literatur) eine vorwiegend für den Markt produzierende Form extensiver Fernweidewirtschaft unter der Obhut von halbsesshaften oder halbnomadischen Hirten mit einem klimabedingten saisonalen Wechsel der in verschiedenen Klimazonen oder Höhenstufen liegenden Weidegebiete, weil diese jeweils nur während einer Jahreszeit ausreichend Futter bieten. In der kalten oder trockenen Jahreszeit weidet das Vieh (zumeist) nah am dauerhaften Wohnort der sesshaften Eigentümer, während es die übrige Zeit auf entfernten Weiden in einer anderen Klimazone verbringt. Vor allem wird der Begriff für Wanderungen zwischen verschiedenen Höhenstufen der Gebirge verwendet. Die Eigentümer selbst betreiben Ackerbau oder gehen anderen Berufen nach.
Wanderweidewirtschaft findet in jeder Periode grundsätzlich auf natürlich entstandenem, zumeist nicht eingehegtem Weideland statt und ist eine Form der Landnutzung, die Pastoralismus genannt wird (Naturweidewirtschaft). Eine Stallhaltung im Winter (wie bei der Almwirtschaft) kommt bei den klassischen Formen nur selten vor und geschieht nicht aus klimabedingter Notwendigkeit.
Da die Wanderweidewirtschaft auf historische Kulturen von Hirtenvölkern zurückgeht und zum Teil auch zur Selbstversorgung (Subsistenzwirtschaft) praktiziert wird, gehört sie zu den traditionellen Wirtschaftsformen. Wenn die eigene Bedarfsproduktion im Vordergrund steht, spricht man auch von „transhumantem Agropastoralismus“.
Ethnologisch (völkerkundlich) betrachtet vereinen sich unter dem Begriff alle Übergangsformen zwischen vollnomadischen beziehungsweise mobilen und sesshaften beziehungsweise stationären Nutztierhaltern.
Wanderweidewirtschaft ist nicht mit Nomadismus zu verwechseln, auch wenn sie heute eine häufige Form der mobilen Tierhaltung ehemaliger Nomadenvölker ist.

## Weitere Kennzeichen

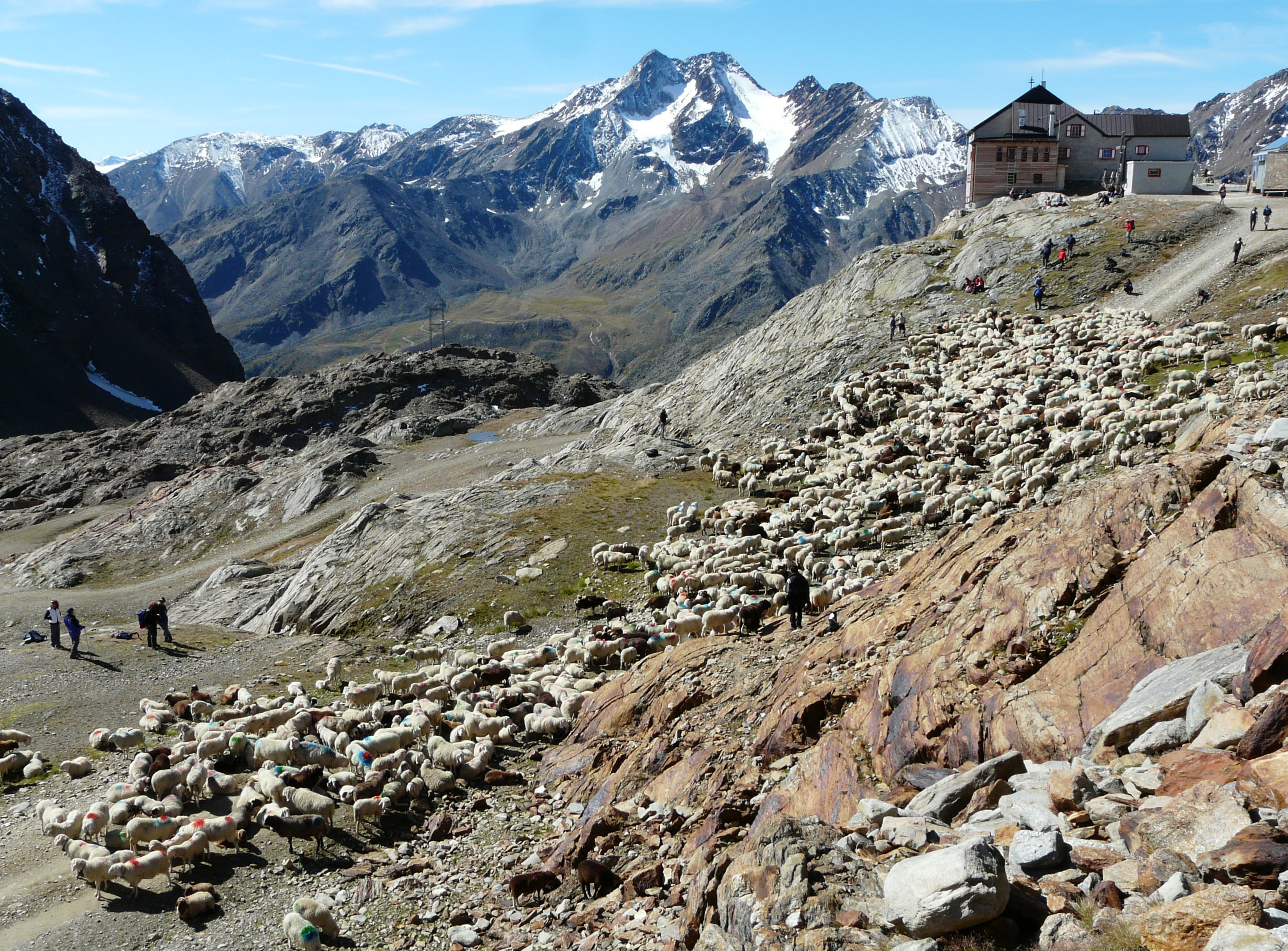
Ötztaler Schaftrieb auf dem Hochjoch

Sofern die Eigentümer Ackerbau betreiben, wird dieser in aller Regel weitgehend unabhängig von der Viehwirtschaft betrieben; eine tiefgründige Wechselwirkung besteht nicht. Unter Umständen weiden die Tiere auf den abgeernteten Feldern, auf denen jedoch kaum oder gar kein Tierfutter angebaut wird.
Die Wanderungen – bei denen sehr große Distanzen von einigen hundert Kilometern überwunden werden – führen in der Regel aufgrund von sommerlicher Trockenheit in den Niederungen in höhere Lagen und von dort zurück, wenn Schneefall die Beweidung unmöglich macht. Es gibt jedoch auch umgekehrte Formen.

## Etymologie
Das Wort „Transhumanz“ bedeutet „auf die Gebirgsweide führen“ und geht auf französisch transhumer bzw. „transhumar“ = „wandern“ bzw. speziell „wandern von Herden“ zurück. Eine andere Deutung bezieht sich auf lateinisch trans- und humus = „Erde“ und wird mit „jenseits der bebauten Erde“ übersetzt.

## Untergliederung und Verbreitung der Transhumanz

### Klassische Transhumanz
 Gemäßigte Steppen

 Ozeanische Wälder

 Kontinentale Wälder

 Gemäßigte Gebirge

 Subtropische Feuchtwälder

 Subtropische Trockenwälder

 Subtropische Steppen

 Subtropische Gebirge

 Heiße Wüsten
–– Triftwege

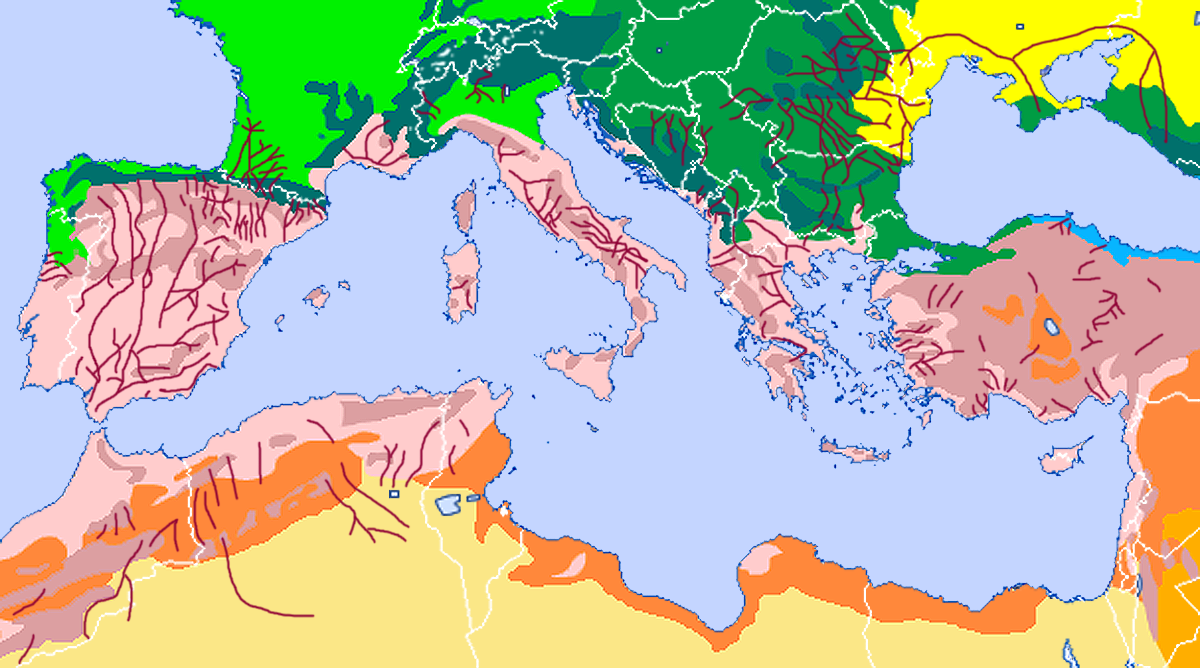
Ursprüngliche Verbreitung der Transhumanz im Mittelmeergebiet anhand der ungefähren Verläufe der Triftwege (vereinfacht nach J. Schultz)

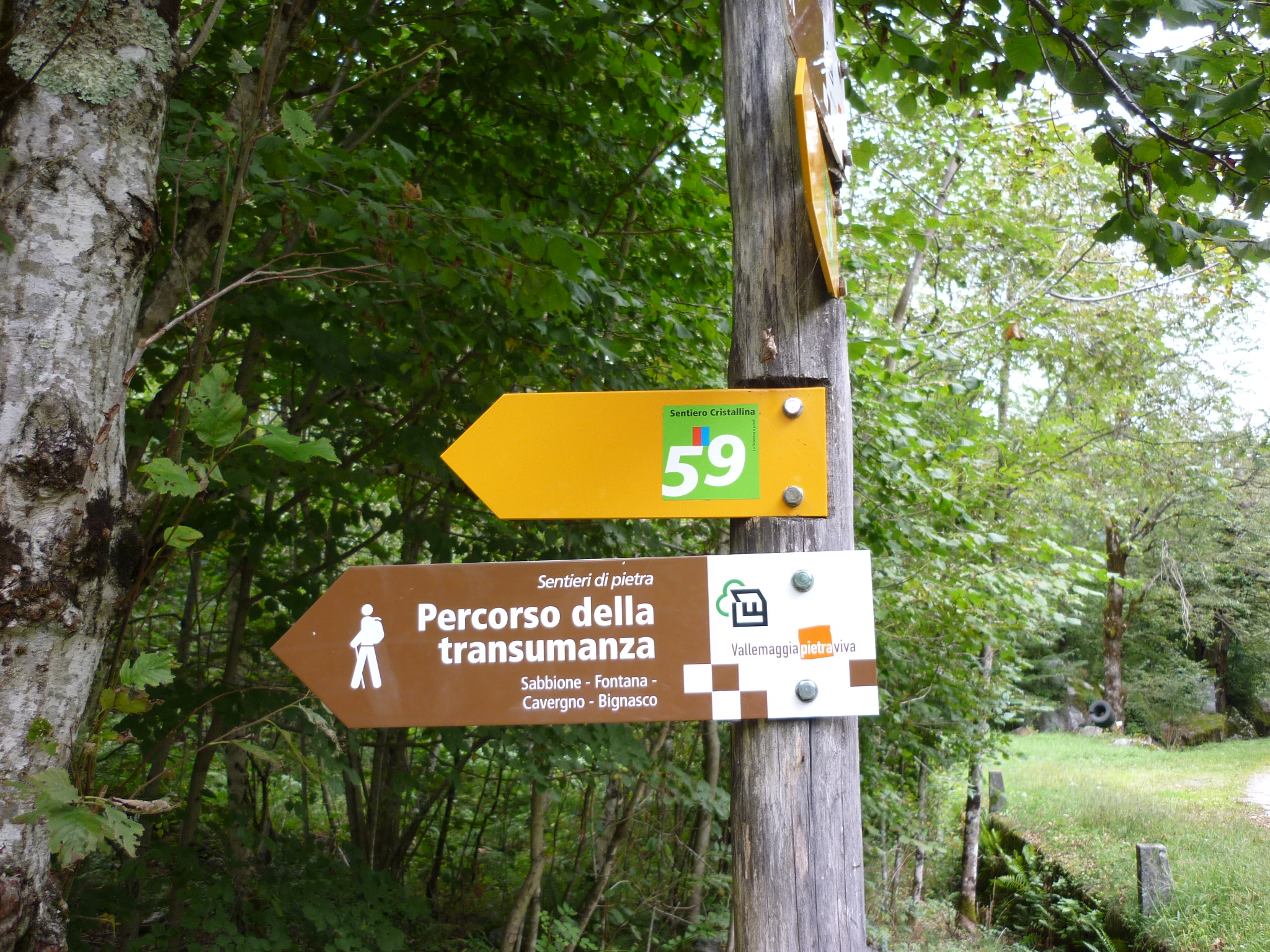
Hinweisschild zum Transhumanz-Themenweg Val Bavona im Tessin

Die transhumante Hütehaltung (ursprünglich mit Ziegen und Schafen) ist an Räume gebunden, die eine Wanderung zwischen zwei klimatisch unterschiedlichen und nur saisonal nutzbaren, steppenhaften Gras- oder Strauchgebieten ermöglichen. In aller Regel befindet sich eine Weide in der Ebene und eine im Gebirge. Die klassische Transhumanz ist eine sinnvolle Art der Viehhaltung in der globalen Zone zwischen 50° nördlicher und südlicher Breite, sofern Gebirge und benachbarte trockene Ebenen vorhanden sind.
Besonders häufig treten diese Bedingungen in den winterfeuchten und sommertrockenen Mittelmeerklimaten und den angrenzenden subtropischen Trockengebieten auf, wo über 300 bis maximal 400 mm Jahresniederschläge fallen. Das Hauptverbreitungsgebiet erstreckte sich bis weit ins 20. Jahrhundert über die Gebirgsländer des Mittelmeerraumes (Atlas-Gebirge in Nordwest-Afrika, Mittel- u. Südspanien, Südfrankreich, Südschweiz (Maggia- und Verzascatal), Italien, Balkan, Karpatenraum, Türkei, Kaukasien und Armenien).
Bei der klassischen Form wurden von den Eigentümern der Herde angestellte Hirten mit dem Viehtrieb und der Beaufsichtigung der Tiere betraut. Die Eigentümer betrieben früher zusätzlich Ackerbau und gehen heute z. T. anderen Berufen nach. Die „nomadisierenden“ Hirten bleiben während der Sommersaison dauerhaft in der Nähe der Tiere. Bisweilen wird diese Form auch als Lohnhirtentum bezeichnet.
Diese ursprüngliche Transhumanz wird heute südlich der Alpen bis Nordafrika sowie im Nahen Osten nur noch selten betrieben, da die klimatischen Bedingungen in den Ebenen bereits ertragreichere landwirtschaftliche Nutzungen zulassen. In marginalen Räumen wird sie jedoch zum Teil als nachhaltige und umweltfreundliche Wirtschaftsform finanziell gefördert. Relativ häufig ist sie noch bei den Berberstämmen des Atlasgebirges in Nordafrika.
Im Zuge der europäischen Kolonisierung hat sie sich auch in anderen Erdteilen etabliert, so etwa im „Wilden Westen“ der USA, in Süd- und Ostafrika, in Nord-Kolumbien und im brasilianischen Bergland oder in Tasmanien. In einigen außereuropäischen Ländern werden zum Teil transhumante Wanderungen mit Rindern durchgeführt. Ebenfalls finden sich dort verschiedene Übergangsformen zur stationären Viehhaltung.

#### Yaylak-Pastoralismus

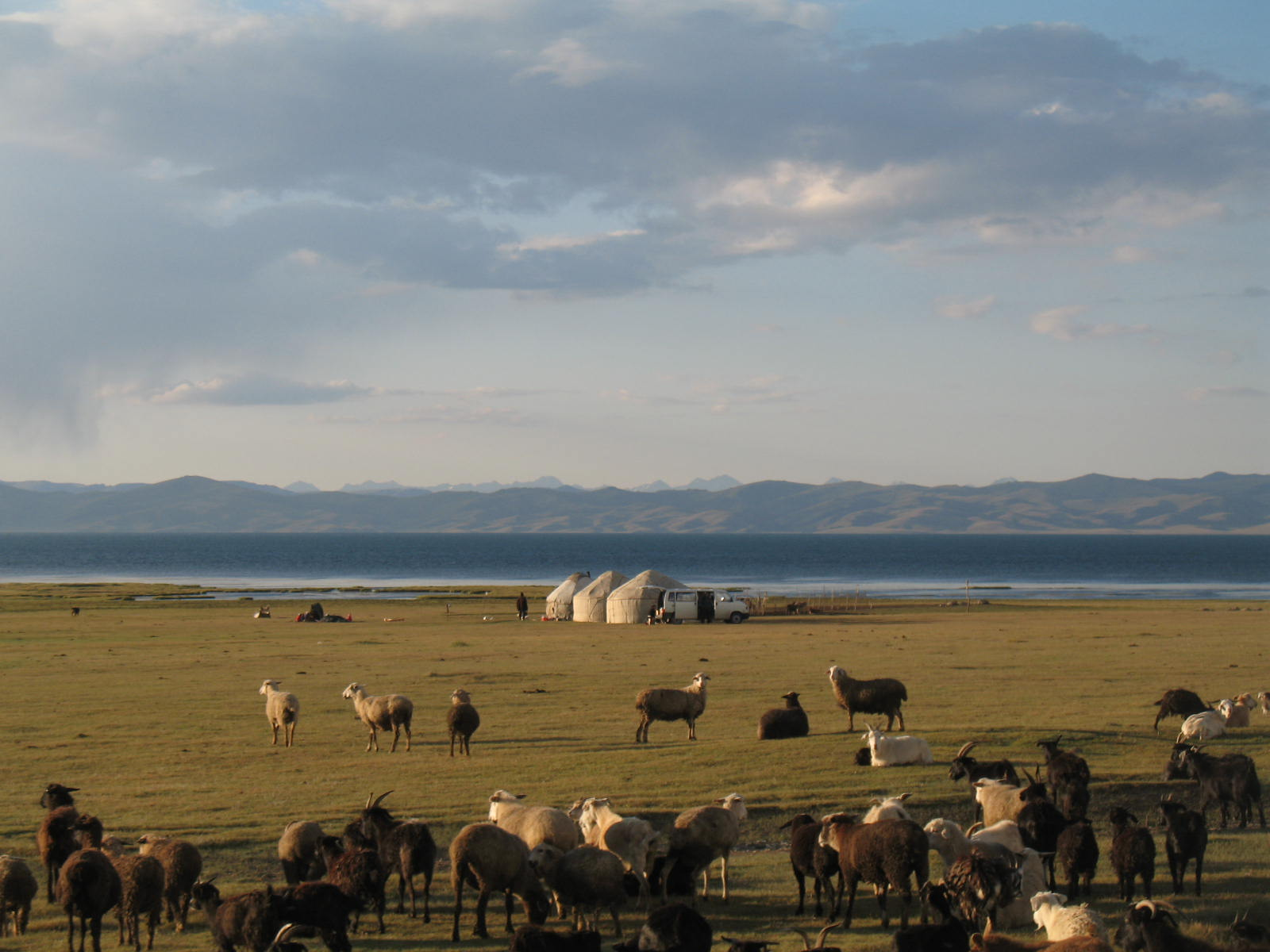
Sommerlager von Yaylak-Pastoralisten in Kirgisien

Zur klassischen Form wird häufig auch noch der sogenannte „Yailak- oder Dzhailoo-Pastoralismus“ (russisch/kirgisisch Джайлоо) gerechnet, der von der Türkei bis Mittelasien zu finden ist. Hier wird das Vieh statt von Hirten von einem Teil der lokalen Gemeinschaft selbst  auf die Bergweide (Yayla) getrieben, die dort währenddessen nomadisch in Zelten leben. Im Winter wird das Vieh in den Dörfern meist eingestallt. Der Yailak-Pastoralismus ersetzt heute vielfach den Vollnomadismus, so dass er auch zur mobilen Tierhaltung gezählt wird (s. u.).

#### Weitere Formen

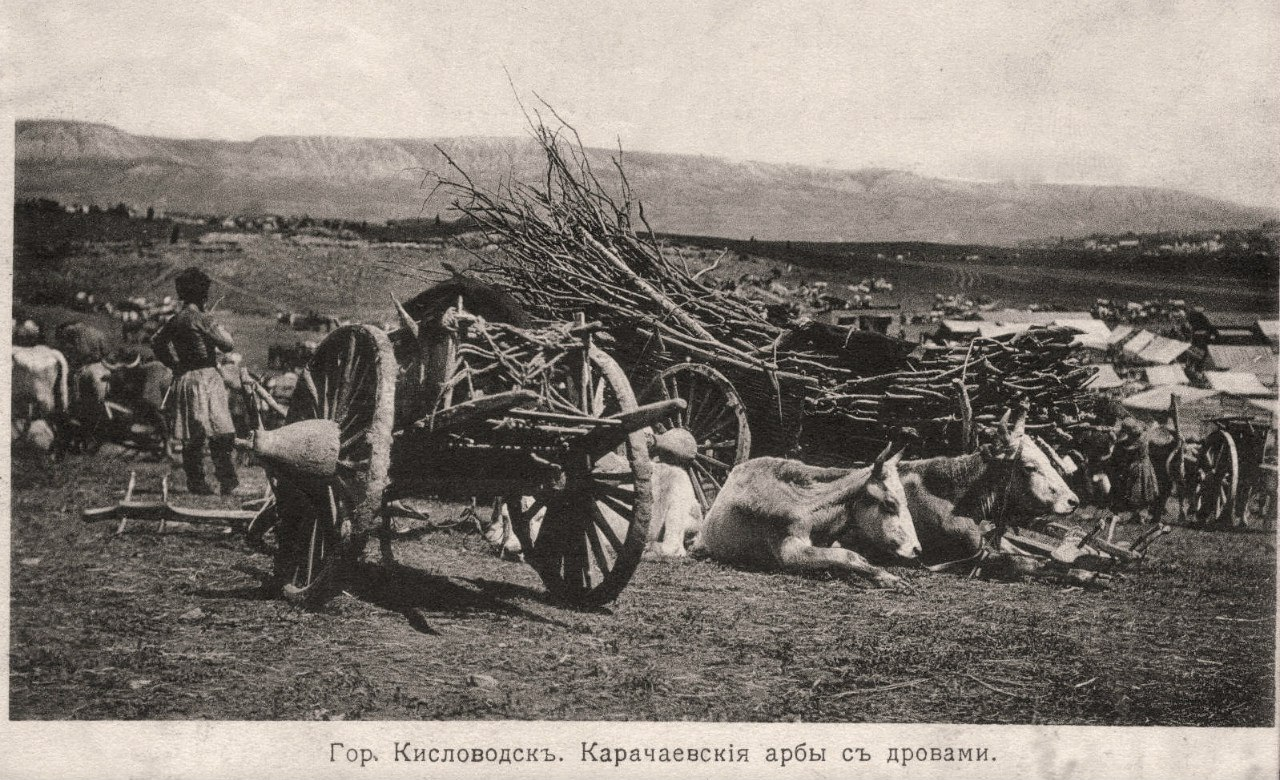
Winterweide mit Wohnstätte der aus den höchsten Lagen des Kaukasus stammenden Karatschaier in der Nähe von Kislowodsk vor 1917. Transhumanz ganzer Dorfgemeinschaften wurde in sowjetischer Zeit als „rückständig“ verboten, weshalb die Winterweidewirtschaft heute im Kaukasus nur noch von Hirten betrieben wird.

In den geografischen Wissenschaften werden weitere Untergliederungen und Kennzeichnungen wie folgt vorgenommen:
- Normale oder aufsteigende Transhumanz = Ackerbau und Winterweide in der Ebene, Sommerweide im Gebirge. Weit verbreitet im Mittelmeerraum
- Invertierte oder absteigende Transhumanz = Ackerbau und Sommerweide im Gebirge, Winterweide in der Ebene. Seltene Form, z. B. in Nordwest-Italien, im Kaukasus vorsowjetischer Zeit
- Hibernale oder tropikale Transhumanz = Ackerbau im Gebirge oder der Ebene, Sommerweide in der Ebene, Winterweide im Gebirge. Vor allem in äquatornahen Gebieten Südamerikas oder Ostafrikas.
- Kleine Transhumanz = Ackerbau im Gebirge, Sommer- und Winterweide an klimatisch wechselnden Standorten im Gebirge. Selten in den französischen Alpen und Pyrenäen.
- Komplexe Transhumanz = Mehr als zweimaliger Weidewechsel (zumeist noch Frühjahrs- und Herbstweiden), evtl. Beifütterung und zeitweise Stallhaltung, Sitz der Eigentümer bei einer der Übergangsweiden. Bekannt aus Spanien, vor allem jedoch aus den westlichen USA als Ergänzung zum Ranching (Zentral-Utah, Süd-Idaho).[13][14]

### Gegenwärtige Formen

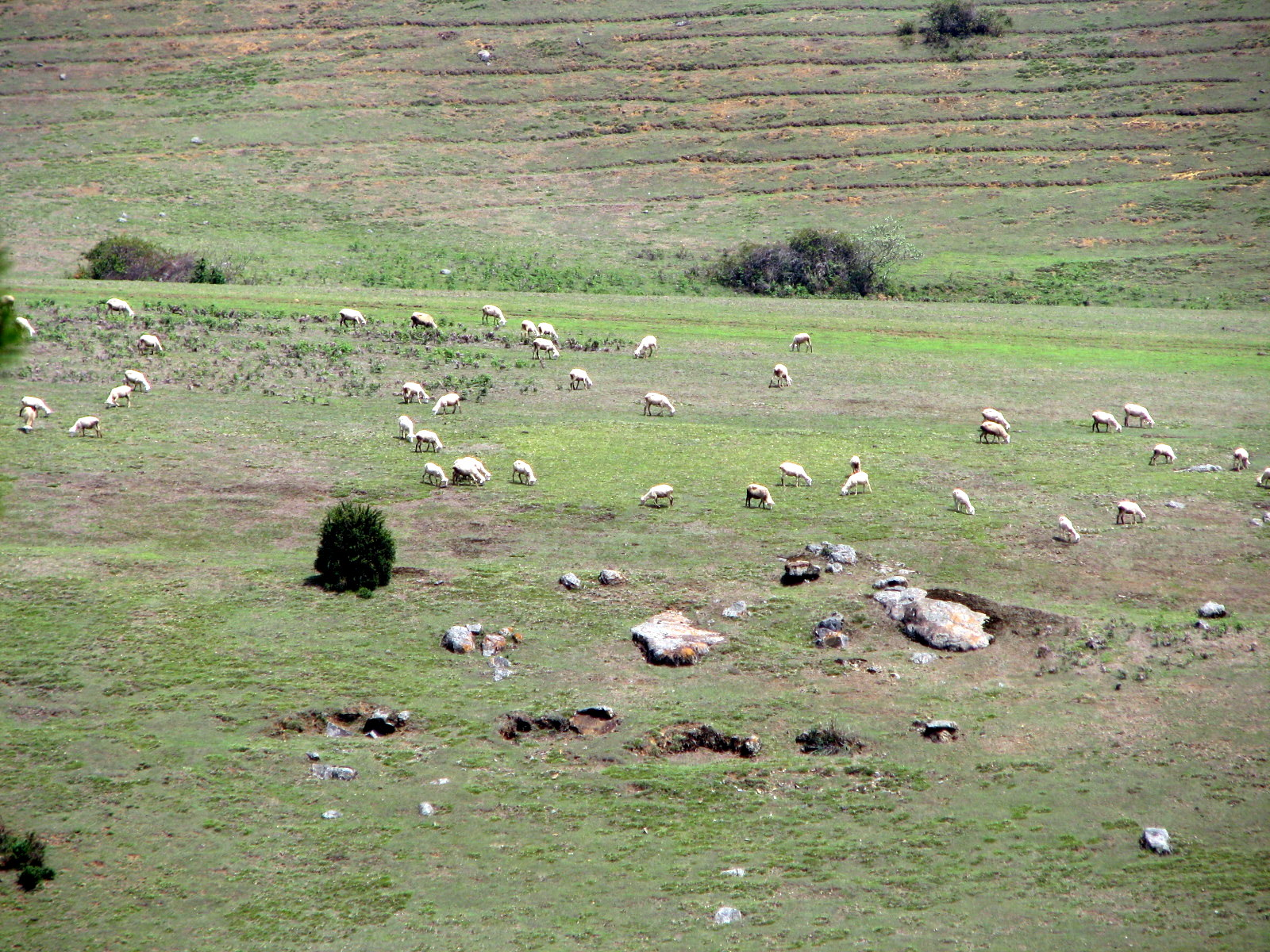
Sichtbare Überweidungsschäden mit Erosionsgefahr in Südindien

Bereits in den 1960er Jahren nahm die sogenannte „gemischte Transhumanz“ überall zu, die durch winterliche Einstallung und Beifütterung aus Mangel an Weideland gekennzeichnet ist. Der Mangel entstand und entsteht durch die Ausweitung der modernen Landwirtschaft in den Ebenen, so dass der Platz für Weiden zurückgeht. Dennoch wird diese Form weiterhin der klassischen Wanderweidewirtschaft zugerechnet.
Weitaus häufiger als die traditionellen Formen ist heute jedoch eine auf saisonale Wanderungen reduzierte Hütehaltung der ehemals hirtennomadischen Völker; vor allem in der West- und Süd-Sahara, in Ostafrika, Südarabien und Zentralasien. Die Hütehaltung wird hier zumeist halbnomadisch betrieben und gleicht dem schon beschriebenen Yaylak-Pastoralismus. Allerdings wird damit ein Modell angewendet, das nicht an Regionen mit Jahresniederschlägen von maximal 300 mm angepasst ist. Diese Entwicklung hat überall eine deutliche Bodendegradation und die Gefahr der Desertifikation (Wüstenbildung) zur Folge. Vor diesem Hintergrund sprechen einige Autoren lieber von mobiler Tierhaltung, statt von Transhumanz.
In den Alpen wird seit 2011 der Schaftrieb über den Ötztaler Alpenhauptkamm als Transhumanz gefördert. Diese Form wurde 2011 als immaterielles Kulturerbe der UNESCO anerkannt und 2019 auf Antrag von Österreich, Italien und Griechenland in die Repräsentative Liste des immateriellen Kulturerbes der Menschheit aufgenommen. 2023 wurde dieser Titel auf insgesamt zehn Staaten ausgedehnt.

### Falsche Zuordnungen
Obwohl die Almwirtschaft der Alpen, wie auch die Seterwirtschaft (norwegisch seter, sæter, schwedisch säter, fäbod) im skandinavischen Gebirge viele Parallelen aufweisen und in der englischen Literatur dort einsortiert werden, sind sie keine Transhumanz: Im Gegensatz zur Wanderweidewirtschaft nutzen die Bauern die Bergweiden zusätzlich und nicht notgedrungen. Eine Stallhaltung im Winter ist hingegen zwingend erforderlich, und es findet ein regelmäßiger Austausch zwischen Berg und Tal statt. Auch die isländische Hochweidewirtschaft ist trotz „echter“ saisonaler Beweidung keine Transhumanz, da die Tiere den Sommer ganz ohne Aufsicht verbringen. In Frankreich wird die Wanderung mit Bienenvölkern in besondere Trachtgebiete, z. B. Edelkastanie oder Raps transhumance genannt, weil eine neue Bienenweide angewandert wird.

## Film
- Hirtenreise ins dritte Jahrtausend von Erich Langjahr